# George William Hill
George William Hill (Nova Iorque, 3 de março de 1838 — 16 de abril de 1914) foi um matemático e astrônomo estadunidense. Foi eleito membro da Royal Society em 1902.
Graduou-se na Rutgers University, em 1859. A partir de 1861 trabalhou no Nautical Almanac Office, ou Escritório de Almanaque Náutico em Cambridge, Massachusetts.
Seu trabalho se focou na matemática que descreve o problema dos três corpos, mais tarde o problema dos quatro corpos, para calcular as órbitas da Lua em torno da Terra, como aquela dos planetas em torno do Sol.  
Foi presidente da American Mathematical Society em 1894, cargo que exerceu por dois anos. Foi eleito para a Sociedade Real de Edimburgo em 1908, bem como para as academias da Bélgica (1909), Christiania (1910), Suécia (1913), entre outras.  Hill morreu em West Nyack, Nova York.

## Prémios e honrarias
- 1887 - Medalha de Ouro da Royal Astronomical Society[2]
- 1909 - Medalha Copley[3]
- 1909 - Medalha Bruce[4]

## Obras
- The collected mathematical works of George William Hill vol. 1 (Carnegie Institution of Washington, 1905-1907)
- The collected mathematical works of George William Hill vol. 2 (Carnegie Institution of Washington, 1905-1907)
- The collected mathematical works of George William Hill vol. 3 (Carnegie Institution of Washington, 1905-1907)
- The collected mathematical works of George William Hill vol. 4 (Carnegie Institution of Washington, 1905-1907)